# Gottfried von Cramm
Gottfried Alexander Maximilian Walter Kurt von Cramm (7 de julio de 1909-9 de noviembre de 1976) fue un jugador de tenis alemán durante los años de apogeo de Adolf Hitler. Es recordado entre otras cosas, por haber conquistado dos veces el Campeonato Francés y haber alcanzado otras 5 finales de torneos de Grand Slam. Su victoria en el Campeonato Francés de 1934 lo convirtió en un ídolo nacional y fue recibido con creces por el régimen nazi dirigido por Hitler, que puso presión en von Cramm, considerando a este una imagen perfecta de la raza aria que la dictadura de Hitler creía superior. No obstante, von Cramm mantuvo siempre su alejamiento para no ser considerado como una herramienta de propaganda nazi. El régimen nazi intentó explotar la apariencia y habilidad de von Cramm como símbolo de la supremacía aria, pero él se negó a identificarse con el nazismo, y llegó a ser perseguido por homosexual y encarcelado brevemente en 1938.

## Torneos de Grand Slam

### Individuales

#### Títulos
| Año  | Torneo             | Oponente en la final | Resultado           |
| 1934 | Campeonato Francés | Jack Crawford        | 6-4 7-9 3-6 7-5 6-3 |
| 1936 | Campeonato Francés | Fred Perry           | 6-0 2-6 6-2 2-6 6-0 |

#### Finalista
| Año  | Torneo                            | Oponente en la final | Resultado           |
| 1935 | Campeonato Francés                | Fred Perry           | 3-6 6-3 1-6 3-6     |
| 1935 | Wimbledon                         | Fred Perry           | 2-6 4-6 4-6         |
| 1936 | Wimbledon                         | Fred Perry           | 1-6 1-6 0-6         |
| 1937 | Wimbledon                         | Don Budge            | 3-6 4-6 2-6         |
| 1937 | US National Singles Championships | Don Budge            | 1-6 9-7 1-6 6-3 1-6 |

### Dobles

#### Títulos
| Año  | Torneo                            | Pareja        | Oponentes en la final           | Resultado       |
| 1937 | Campeonato Francés                | Henner Henkel | Vernon Kirby Norman Farquharson | 6-4 7-5 3-6 6-1 |
| 1937 | US National Doubles Championships | Henner Henkel | Don Budge Gene Mako             | 6-4 7-5 6-4     |

#### Finalista
| Año  | Torneo                 | Pareja        | Oponentes en la final      | Resultado   |
| 1938 | Campeonato Australiano | Henner Henkel | John Bromwich Adrian Quist | 5-7 4-6 0-6 |